# El renard, el llop i el cavall
El renard, el llop i el cavall és una faula de Jean de La Fontaine publicada el 1694, si bé es va fer una primera lectura pública a l'admissió de Nicolas Boileau-Despreaux a l'Acadèmia Francesa, on l'autor va haver de recitar-la dues vegades per demanda dels assistents.

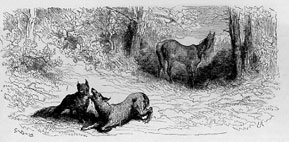
Representació de Gustave Doré de la faula de La Fontaine

## Argument
Un renard va dirigir-se un dia al llop i li digué que havia aparegut una nova bèstia desconeguda als seus dominis, gran i forta. El llop li va pregar que la descrivís però la guineu va afirmar que només veient-la ho entendria. Van apropar-se tots dos al riu, on un cavall bevia aigua i se'ls mirava amb desconfiança. La guineu li va preguntar com es deia i quin tipus d'animal era i el cavall va dir-los que miressin sota les seves potes, ja que allà tenia gravat el nom. El renard va excusar-se, dient que ell era inculte i no sabia pas llegir, mentre que el llop era més intel·ligent que ningú al bosc. El llop, afalagat, va afirmar que podia llegir en qualsevol llengua i es va apropar a les peülles del cavall. Aquest aleshores li va clavar una coça que li va fer perdre quatre dents abans de fugir corrent.

## Anàlisi
La faula recull la caracterització típica dels animals en aquesta classe d'història. La guineu apareix com l'essència de l'enginy però també de la malícia, i usa aquests dots per a atacar un enemic usant la seva vanitat com a esquer. Per això no dubta a fingir-se més ximple del que és, en una estratègia adaptativa, per tal d'aconseguir el seu propòsit. El cavall, herbívor i potencial presa dels altres dos, usa les mateixes dots però com a defensa. El llop, en canvi, apareix com a predador sense intel·ligència, ja que cau al parany i rep un cop ben fort com a càstig. Aquest càstig de la supèrbia és una constant dels contes populars. A la faula s'oposa la cultura (el saber llegir) amb la saviesa o el caràcter espavilat, més útils per a la vida quotidiana. Un altre vici que es pot criticar és el de la curiositat, ja que el llop accedeix a apropar-se al cavall perquè no li és suficient la constatació de la seva existència i vol controlar-lo.
La història està inspirada en una narració de Mathurin Régnier, qui al seu torn la va prendre dels renaixentistes italians, entre ells Stefano Guazzo. Conté els elements propis del classicisme francès en la seva factura: composició en vers amb una estricta rima, inspiració en el món grecollatí (en aquest cas les faules de Fedre i Isop que són els que caracteritzen a la guineu com a arquetip de l'enginy), el diàleg moderat i l'explicació racional dels esdeveniments (per exemple es narra sense escarafalls la pèrdua de les dents o no es mostra la reacció emocional dels animals) i la funció moralitzant de l'art. Alterna narració i diàleg com en altres faules de La Fontaine, que descriuen petites escenes que actuen com a episodis independents.